# Huforthopädie

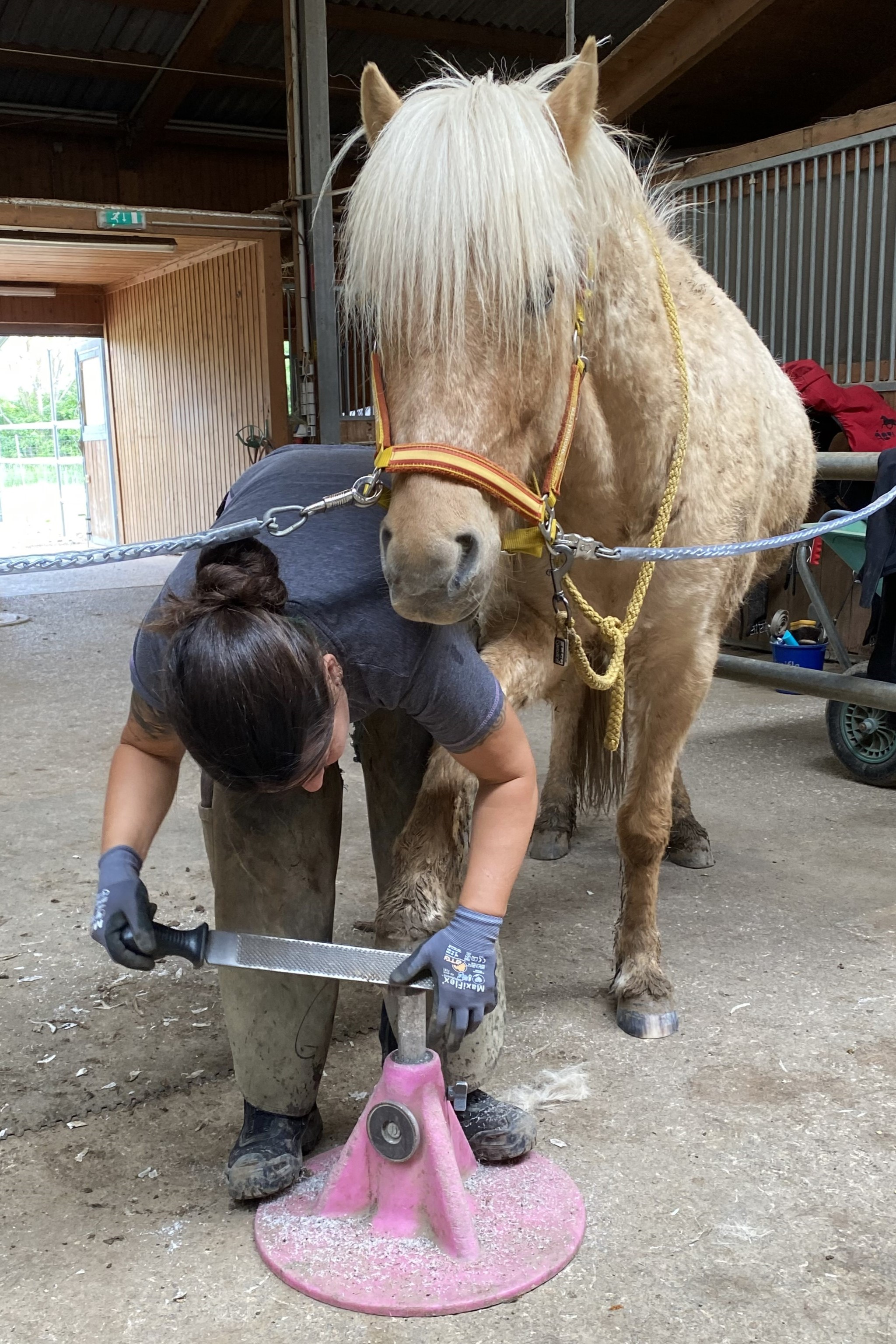
Huforthopädin bei der Arbeit an einem Islandpferd

Huforthopädie ist eine spezielle Form der Hufbearbeitung am unbeschlagenen Pferd.
Die Orthopädie beim Menschen ist ein Fachgebiet der Medizin, das sich mit Diagnostik und Therapie von Erkrankungen des Stütz- und Bewegungsapparates befasst. Beim Pferd hat dieser Begriff nichts mit einer akademischen Ausbildung zu tun, wird jedoch von Huforthopäden gerne verwendet, da er nicht geschützt ist. Huforthopädie wird sowohl vorausschauend/präventiv als auch zur Behandlung akuter und chronischer Probleme eingesetzt. Diese Probleme können sehr vielfältig sein: Von einer Erkrankung direkt am Huf, wie z. B. Spaltenbildung, Hufrehe, Strahlfäule bis hin zu degenerativen Erkrankungen der gesamten Gliedmaße (z. B. Arthrose, Spat) gibt es ein großes Tätigkeitsfeld für die Huforthopädie. Meist greifen mehrere Probleme ineinander oder folgen aufeinander, so dass in der Regel mit der Arbeit am Huf nicht nur ein Symptom behandelt wird, sondern die Gesamtsituation der Pferdegliedmaße(n) verbessert werden kann.
Ein wichtiger gedanklicher Ansatz der Huforthopädie ist es, den gesunden Huf als Indikation für einen gesunden Bewegungsapparat des Pferdes vorauszusetzen – sehr viele Lahmheiten und Erkrankungen des Stütz- und Bewegungsapparates haben demnach ihren Ursprung in Hufdeformationen. Hieraus ergibt sich folgende Zielsetzung: Hufe bereits vom Tage der Geburt an gesund zu erhalten, um damit die Gesundheit des gesamten Pferdes zu fördern und Folgeerkrankungen, die sich aus inadäquaten Hufzuständen ergeben können, zu vermeiden.

## Entwicklung
Etwa um 1980 begann Jochen Biernat, der Begründer der Huforthopädie, durch Beobachtung, Röntgenuntersuchungen und Präparation von Pferdegliedmaßen Erkenntnisse darüber zu sammeln, wie sich Anomalien und Erkrankungen des Bewegungsapparates auf die Form und Stellung der Hufe auswirken und wie die veränderte Hufform krankhafte Veränderungen des gesamten Bewegungsapparates nach sich ziehen kann. Die Beachtung der physikalischen Gegebenheiten in Bezug auf die Wirkung der Kräfte, die beim Auffußen, in der Stützphase und beim Abfußen auftreten, sowie die damit einhergehende Abnutzung des Hornes, spielte dabei eine große Rolle. In zahlreichen Langzeitbeobachtungen entwickelte er eine Bearbeitungsmethode, die es in den meisten Fällen ermöglicht, die sich mit zunehmendem Alter der Pferde meist verstärkenden Veränderungen aufzuhalten, im günstigsten Fall sogar umzukehren. 
1998 begann er, diese Methode durch Lehre zu verbreiten. Die Methode befindet sich noch im Entwicklungsprozess und ist nicht unumstritten. Huforthopäden, Hufschmiede, Hufpfleger und Huftechniker diskutieren vehement über die richtige Bearbeitung des Pferdehufes.

## Abgrenzung zu anderen Methoden
Die Huforthopädie arbeitet gänzlich ohne Beschläge und weitestgehend ohne chemische Unterstützung, wobei diese aber, im Gegensatz zur Straßer Methode, nicht prinzipiell abgelehnt werden. Nach huforthopädischer Lehrmeinung ist es notwendig, den Huf außer in Zeiträumen ungewöhnlicher Belastung unbeschlagen zu belassen, um die notwendigen Veränderungen bzw. Verbesserungen zu erreichen. Ein dauernder Beschlag ist nach der Lehrmeinung kontraproduktiv. Gegen Eisen- oder Kunststoffbeschlag als Abriebschutz am gesunden Huf bei vorübergehend außergewöhnlich starker Nutzung sei hingegen nichts einzuwenden. 
Die eigentliche Arbeit am Huf unterscheidet sich stark von anderen Bearbeitungsweisen. Ein hervorzuhebender Unterschied ist, dass in der Huforthopädie in der Regel der Tragrand nicht einseitig von unten gekürzt wird, um die damit verbundene abrupte Umstellung der Pferdegliedmasse zu vermeiden. Es wird vielmehr auf verstärkte Abnutzung entsprechender Tragrandbereiche hingearbeitet, so dass sich eine allmähliche Veränderung der Hufstellung und in der Folge auch eine langsame Verbesserung der Hufform ergeben kann, ohne einen plötzlichen Stellungswechsel zu bewirken, der Gelenke, Sehnen und Bänder über Gebühr belasten würde.

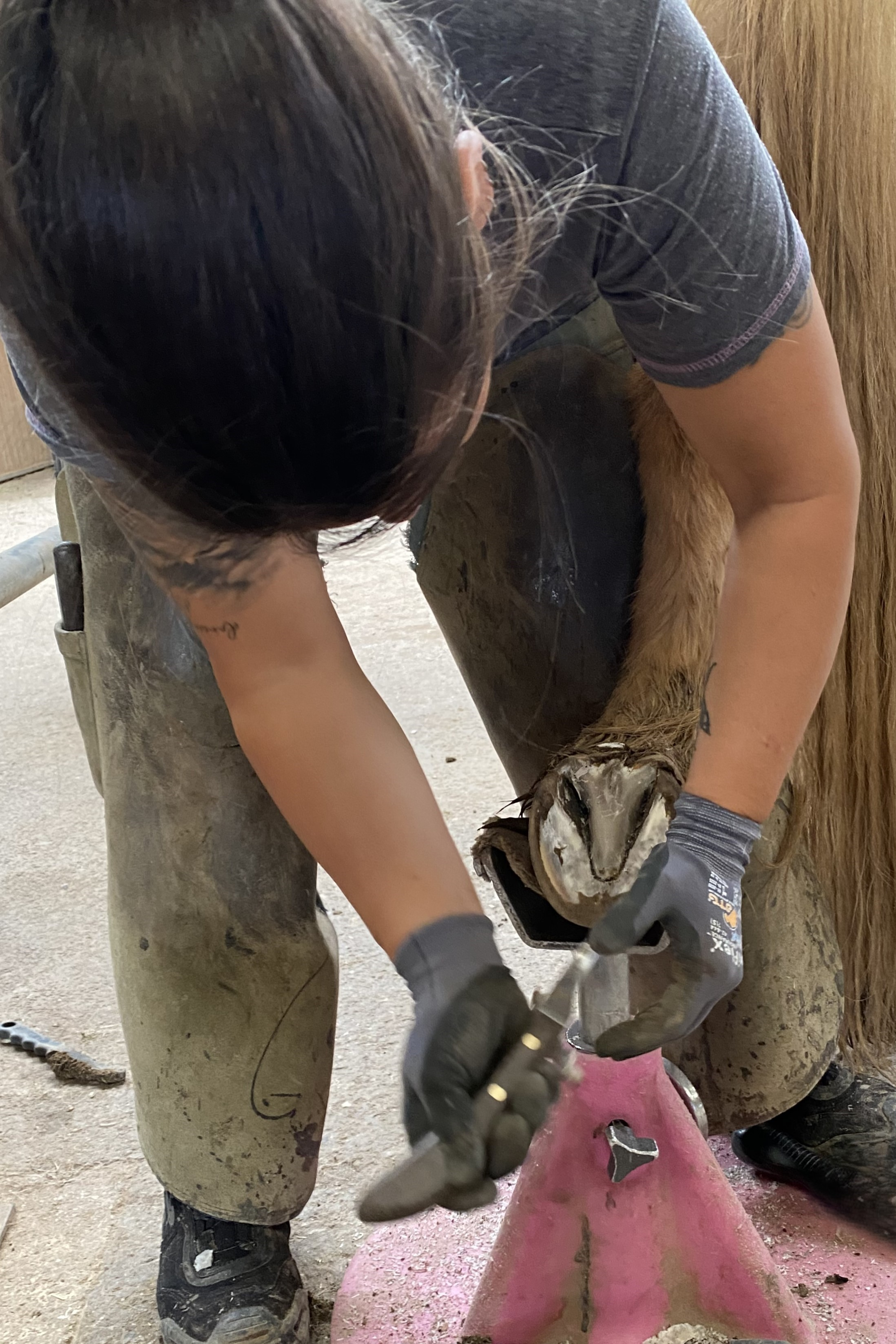
Bearbeitung des Hufs der linken Hinterhand
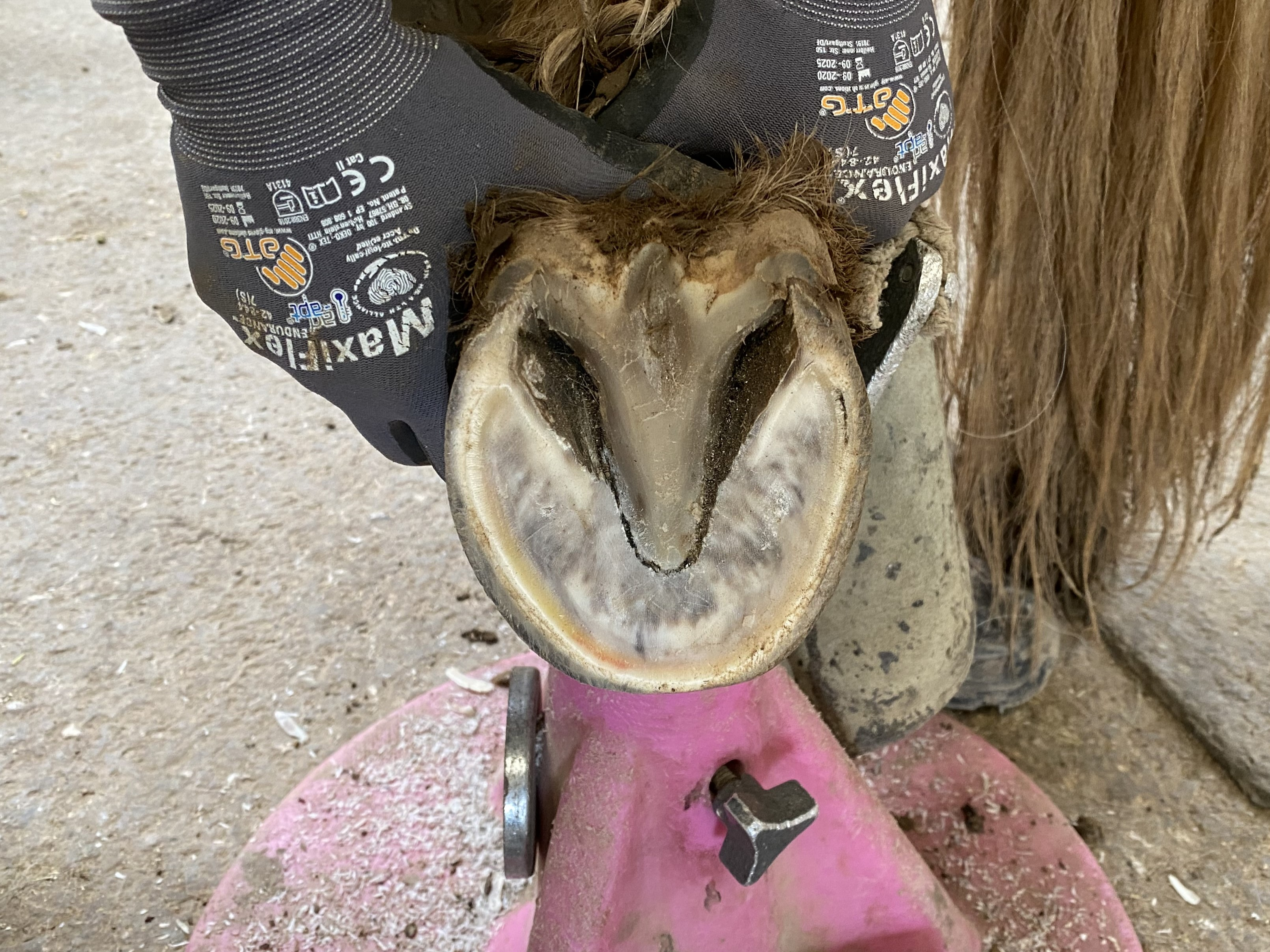
Der fertig bearbeitete Huf

## Möglichkeiten und Grenzen der Huforthopädie
Die Anwendung der Huforthopädie erfordert Geduld seitens des Pferdebesitzers, da eine Verbesserung des Hufzustandes neben den getroffenen Maßnahmen in erster Linie vom Hufwachstum abhängt. Bis ein Huf nach der Erstbehandlung völlig aus neu gewachsenem Horn besteht, vergehen ca. neun Monate. Vorher sind Verbesserungen der Hufsituation für den Laien oft kaum erkennbar. Zu diesem Zeitpunkt ist jedoch u. U. noch keine vollkommene Heilung, sondern zunächst nur eine Verbesserung des Hufzustandes zu erwarten, der sich bei fortgesetzter Behandlung immer weiter bessern kann. In der Huforthopädie wird auf langfristige Verbesserung der Hufsituation gesetzt. Das kann einen zeitlich begrenzten Nutzungsausfall für das Pferd bedeuten – im Sinne des Tierschutzgesetzes kein ungewöhnlicher Vorgang. Die Langfristigkeit der Methode impliziert einen möglichst frühzeitigen Behandlungsbeginn, um Probleme von Beginn an zu vermeiden bzw. rechtzeitig gegensteuern zu können.